# 에이벡스 엔터테인먼트
에이벡스 엔터테인먼트주식회사(avex entertainment inc.)는 에이벡스 계열의 연예기획사이다.
자니즈 사무소와 함께 일본 최대 규모의 연예기획사이다. 하지만, 자니즈 사무소는 남성 아이돌만을 다루는 반면 에이벡스는 남성, 여성 연예인을 모두 소속시키고 있고 에이벡스 엔터테인먼트는 에이벡스 그룹의 일부라 볼 수 있으므로 그 영향력은 자니즈 사무소보다 훨씬 크다고 볼 수 있다.

## 연혁
- 1990년 화이트 아틀라스란 이름으로 설립.
- 1993년 아크시브로 회사명 변경.
- 2005년 사업 재편에 수반되어 에이벡스가 아크시브로부터 사업을 양도해 현 회사명으로 변경.

## 주요 소속 아티스트

### 아티스트
- 각트
- 걸 넥스트 도어
- 고토 마키
- 다카야나기 아카네 (SKE48 팀KII의 멤버)
- 동방신기
- 반 토미코 (두 애즈 인피니티의 보컬)
- 보아
- 브라운 아이드 소울
- 슈퍼주니어
- 스즈키 아미
- 신승훈
- 알란
- Every Little Thing
- 오쓰카 아이
- 코다 쿠미
- 하마사키 아유미
- 2NE1
- AAA
- 히토미
- ICONIQ (아유미)
- The Sketchbook
- 카와에이 리나

### 배우 스포츠 선수 탤런트 모델
- 天野浩成
- 渋谷亜希（つかこうへい 극단의 무대를 중심으로 활동.)
- 村主章枝 (피겨 스케이트 선수, avex 명의로 소속.)
- Nao
- 山根和馬
- 吉田友一（よしだともかず）
- 相葉弘樹 (영화 배우, 뮤지컬 배우로 활동)